# Chapelle Saint-Guénolé de Brest
La Chapelle Saint-Guénolé de Brest est un édifice religieux en ruine dédié à saint Guénolé, situé en bordure de la rivière Penfeld à Brest, Finistère, France. Elle était le lieu d’un culte de la fécondité. Les eaux de sa fontaine étaient réputées pour leurs vertus thérapeutiques.

## Situation géographique
La chapelle est située en contrebas du lieu-dit Quizac, quartier de Bellevue à Brest.
Elle est accessible depuis les berges aménagées de la Penfeld (rive gauche), à moins de 200 mètres en amont de la Passerelle des pupilles. Elle est placée en face d’un parc de pieux conservés dans la vase de la rivière, destinés aux vaisseaux du port de Brest.

## Un culte des eaux
La chapelle a été construite au-dessus d’un petit ruisseau qui la traverse de part en part. Ce ruisseau se déverse, par une ouverture du mur, dans une vasque circulaire accolée à la chapelle.
Depuis la vasque l’eau communique avec un bassin rectangulaire, accolé lui aussi à la chapelle, avant de se déverser en contrebas dans une mare en bordure du sentier longeant la Penfeld.
L’eau de la fontaine était connue pour ses vertus thérapeutiques, voire miraculeuses. On y soignait les verrues et les  maux des yeux.
La situation de la chapelle au-dessus d’un ruisseau communiquant avec une fontaine de dévotion donne à penser que l’édifice a été construit sur l’emplacement du lieu de culte préchrétien.

## Un site antique
La chapelle est toute proche du lieu où la voie romaine reliant Landerneau à la Pointe Saint-Mathieu franchissait la Penfeld.
La maçonnerie de la chapelle inclut des fragments de poterie romaine. Lors de fouilles effectuées par le Cercle archéologique brestois en 1981 des tuiles de type romain et des fragments de céramique sigillée ont été retrouvés.

## D’étranges pratiques de dévotion
Saint Guénolé était l'un des saints  phalliques à la réputation priapique venant en aide aux femmes désespérées par la stérilité.
À Brest, Jacques Cambry parle en 1794 d’une pratique curieuse :

« C'est au fond de cette rivière qu'existait le fameux St Guignolet  [Guénolé] , et cette cheville éternelle si favorable à la fécondité. Puisque la religion catholique a fait des saints de tous les dieux du paganisme, Priape pouvait-il être oublié?  Le bois de cette cheville râpée était avalé par les femmes infécondes. Elles concevaient au bout de quelques tems  [sic] . Les méchans  [sic]  prétendaient que les moines voisins aidaient beaucoup à ce miracle. »

La cheville miraculeuse était bien sûr le sexe de la statue de bois de Saint Guénolé, cheville que l'on remplaçait quand il n'en restait plus rien.
En 1740, l’édifice fut fermé en raison des pratiques jugées honteuses dont il était le lieu.

## Ruine de la chapelle

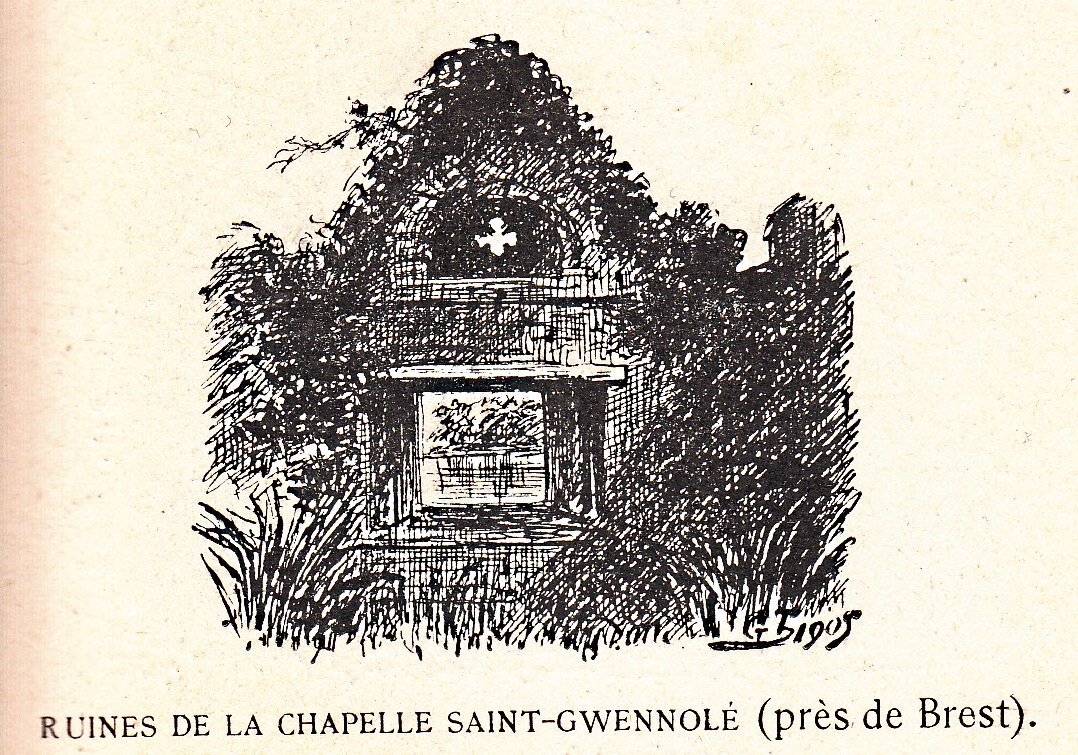
Gravure de 1905 extraite d'une brochure sur Saint-Guénolé par le comte de Laigue.

La date de construction de la chapelle n’est pas connue. Elle semble se situer à la fin du Moyen Âge. Fermée en 1740 elle a commencé à se dégrader dès cette époque. Brousmiche, dans son Voyage dans le Finistère en 1829, 1830 et 1831, indique que la chapelle était en ruines à cette date.
Une gravure de G. Toscer, dans le Finistère Pittoresque (1908) représente l’édifice ruiné mais comportant encore deux pignons. En 1917 Louis Le Guennec en fait la description suivante dans son Finistère Monumental (tome II, pages 94-95) :

« Cet édifice offre à l'ouest une porte basse en accolade, au nord une fenêtre gothique et dans le pignon sud, ajouré d'une ouverture rectangulaire, une petite rosace en quatre-feuilles d'un gracieux aspect. »

Une gravure de 1905, publiée dans une brochure sur Saint-Guénolé, laisse apparaitre le pignon avec la rosace en quatre-feuilles désormais détruit.
Dans les années 1970 des destructions importantes ont affecté la chapelle : L’un des deux pignons, avec la fenêtre en rosace, et une partie des murs sont détruits,.

## Autres chapelles Saint-Guénolé

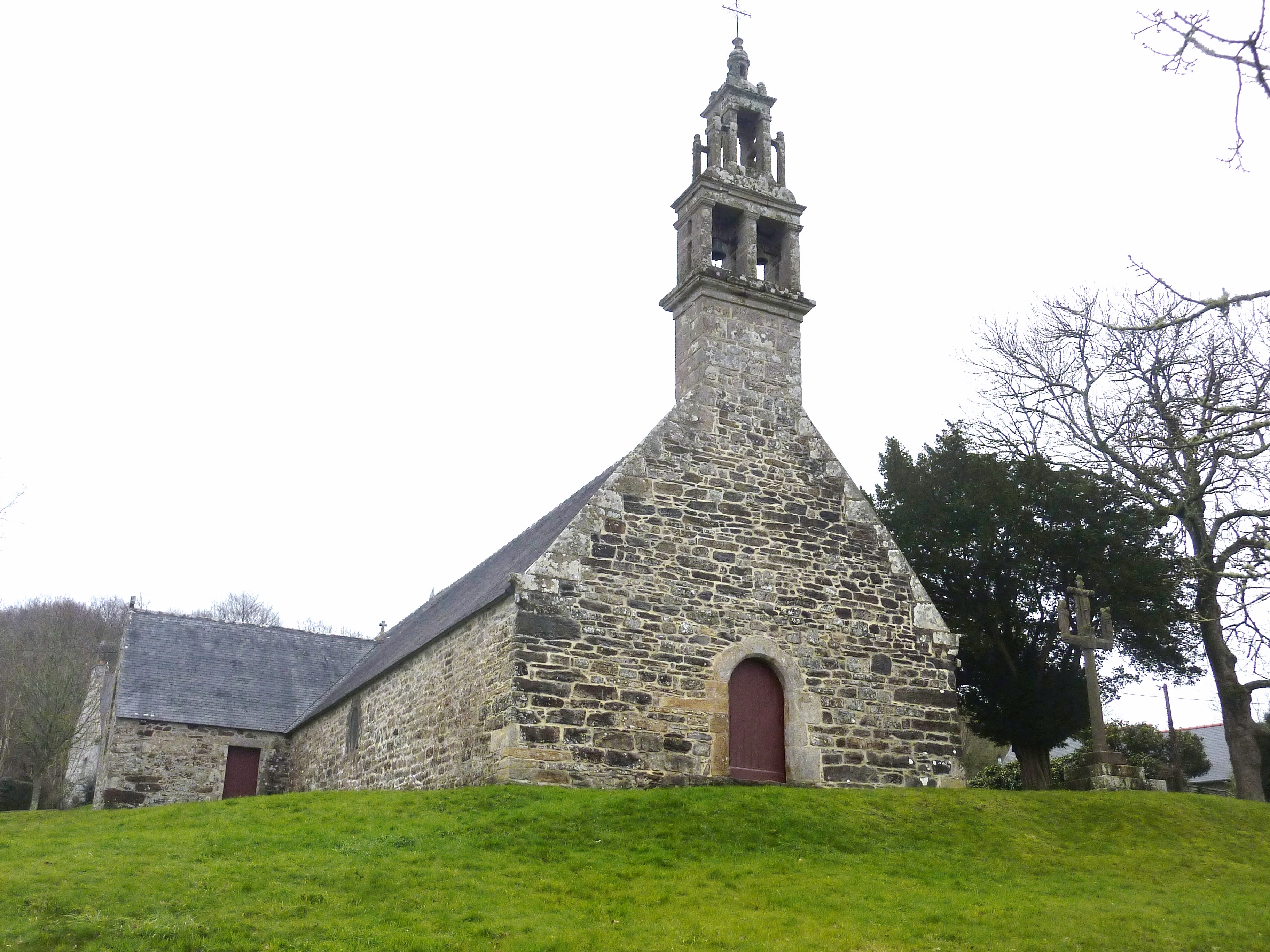
Chapelle St Guénolé, Plougastel-Daoulas

La chapelle Saint-Guénolé la plus proche a été bâtie au fond de la Rade de Brest, à Plougastel-Daoulas. Datant du XVIe siècle, elle a été inscrite à l’inventaire supplémentaire des monuments historiques en 1932.
D’autres chapelles Saint-Guénolé ont été construites en Bretagne, à :
- Côtes-d'Armor : Plourac'h, Tonquédec et Trévou-Tréguignec.
- Finistère : Beg Meil, Briec, Collorec, Ergué-Gabéric, Lopérec, Pouldreuzic et Scaër.
- Morbihan : Carnac, Gourin, Langonnet, Priziac et Quistinic.

## Galerie photos

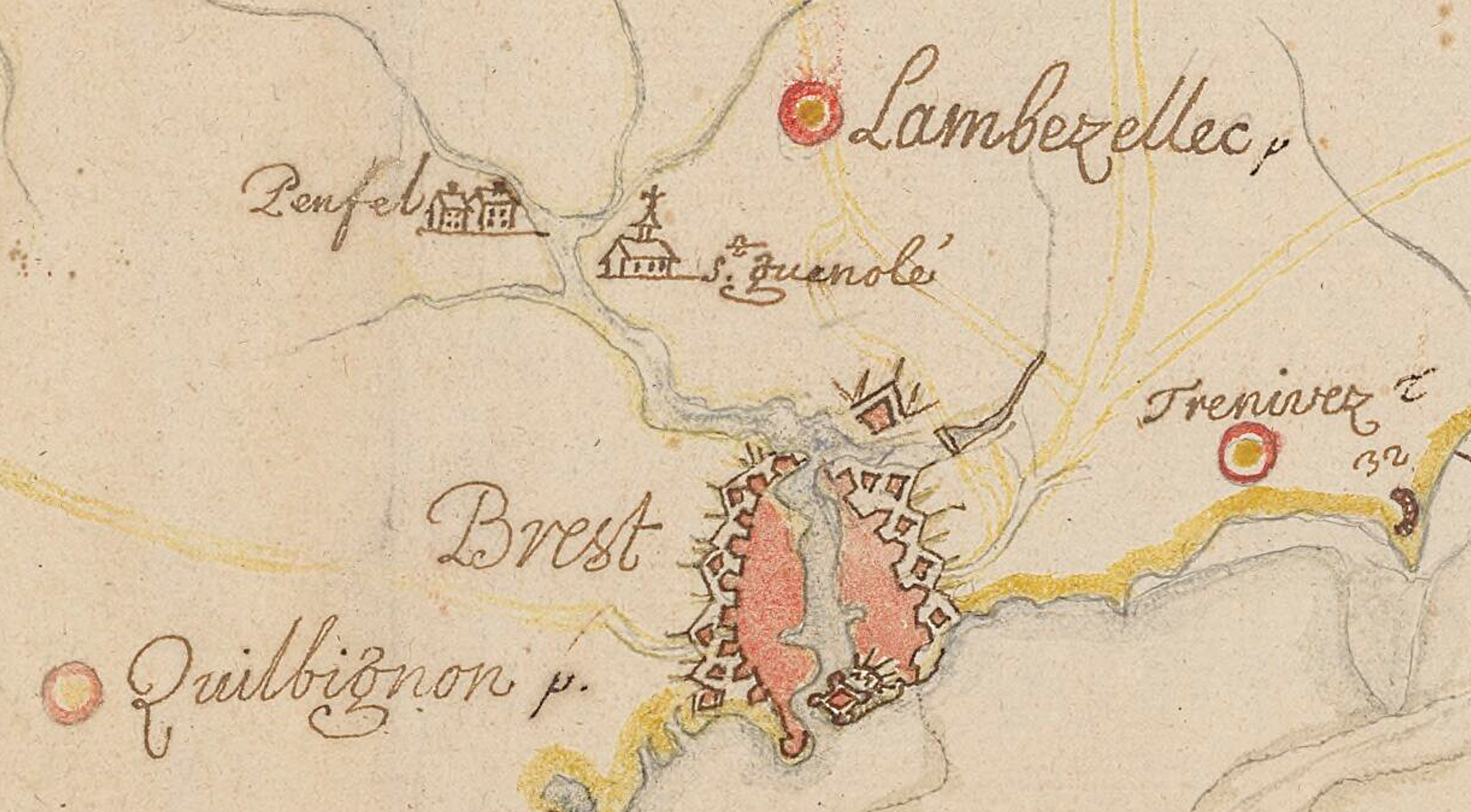
La chapelle sur une carte de 1732
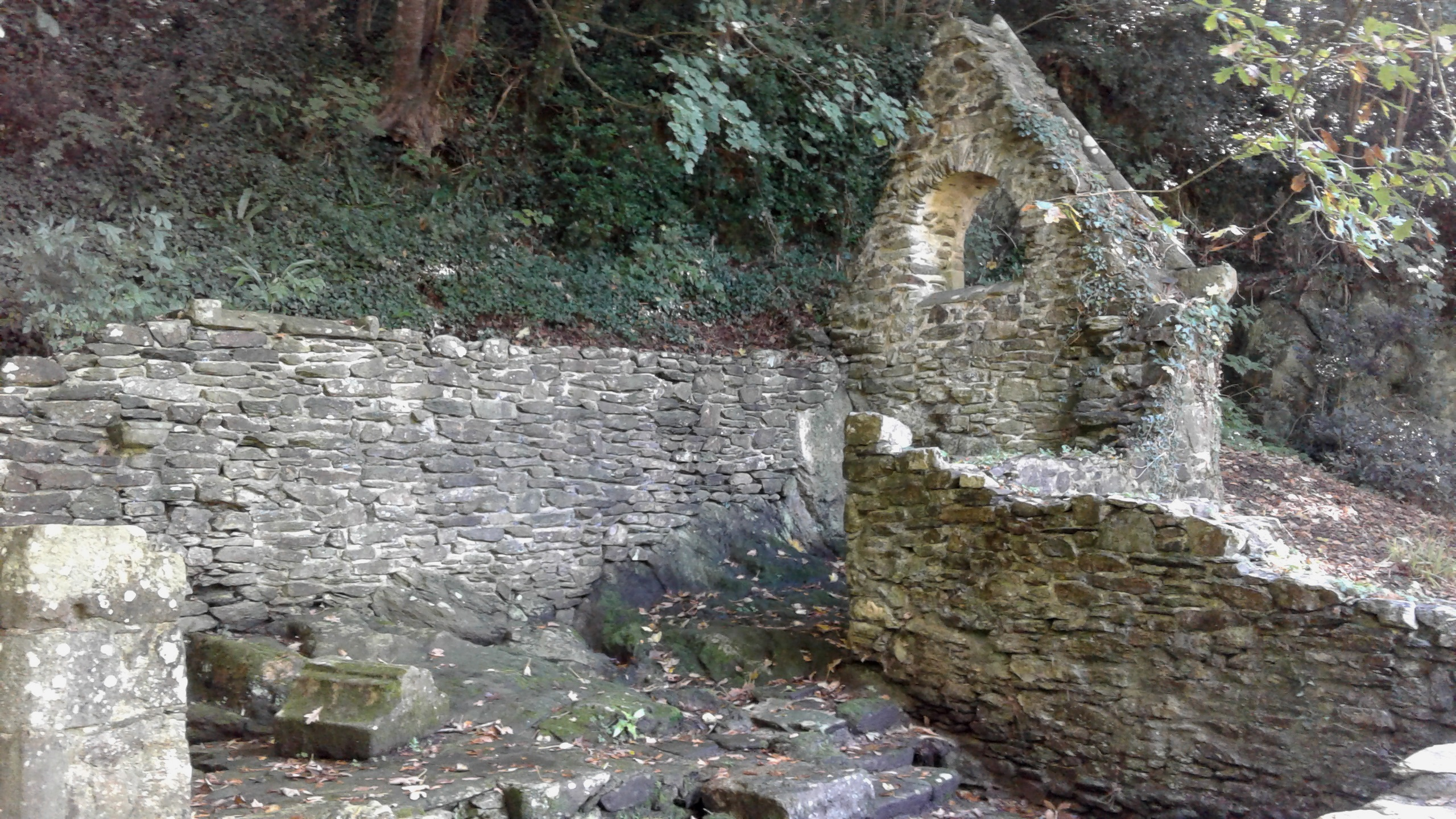
Ruines de la chapelle
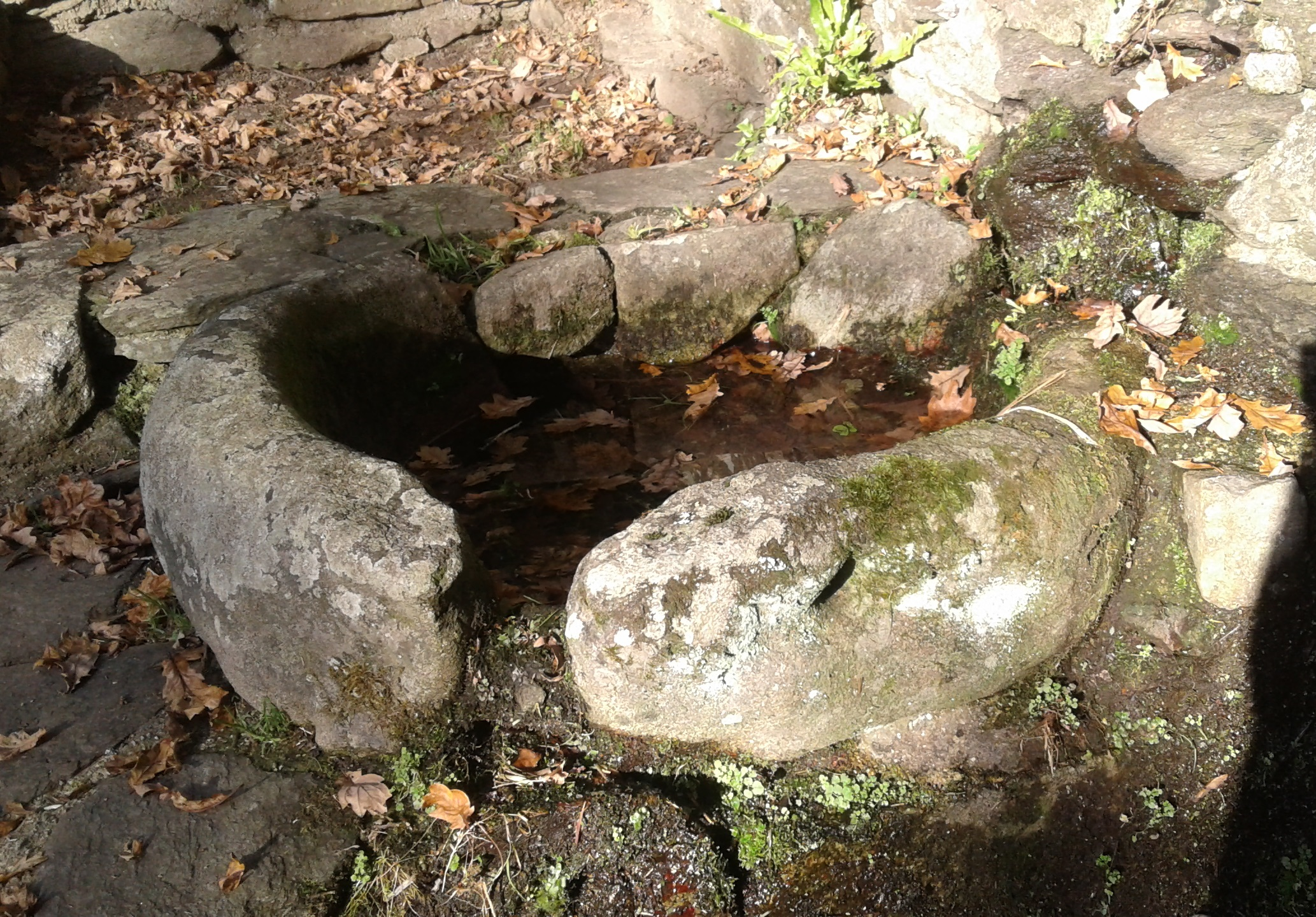
Vasque de la fontaine